# Hassan Shaya Al-Harthi
Hassan Shaya Al-Harthi (ar. حسن بن شايع بن سالم الحارثي;ur. 8 maja 2002) – saudyjski zapaśnik walczący w obu stylach.
Srebrny i brązowy medalista mistrzostw arabskich w 2021 roku.